# Koroa
Die Koroa waren ein Stamm amerikanischer Ureinwohner, die im Südosten der Vereinigten Staaten beheimatet waren und nicht mehr existieren. Der Stamm siedelte am Unterlauf des Yazoo River, einem Nebenfluss des Mississippi River, unweit anderer Stämme wie den Yazoo, den Tunica und den Natchez.

## Geschichte
Die Koroa siedelten im 17. und 18. Jahrhundert nördlich der heutigen Stadt Vicksburg am Unterlauf des Yazoo River, eines Nebenarms des Mississippi River. Möglicherweise stammten die Koroa ursprünglich aus einer westlich liegenden Region in Arkansas, denn ein Bericht der Marquette and Joliet Expedition aus dem Jahre 1682 beschreibt einen Stamm namens Akoroa, der am Oberlauf des Arkansas River siedelte. Weitere Berichte von Missionaren, Reisenden und Forschern wie de la Salle aus den nachfolgenden Jahrzehnten geben Hinweise auf verschiedene Siedlungen der Koroa am Yazoo River sowie in anderen Regionen in Arkansas, Louisiana und Mississippi. Durch die unterschiedliche Schreibweise, beispielsweise Coloa, Kourea und Currous, ist eine klare Zuschreibung teilweise schwierig. Etwa ab 1700 lebten katholische Missionare in der Region, die Franzosen errichteten im Jahre 1718 an der Mündung des Yazoo Rivers ein Fort, das den Wasserweg zum Siedlungsgebiet der Chickasaw überwachen sollte. 1729 erhoben sich die Koroa gemeinsam mit den Yazoo nach dem Vorbild ihrer Nachbarn, der Natchez, gegen die Franzosen und zerstörten das Fort. Beide Stämme wurden aus der Region vertrieben, die überlebenden Krieger schlossen sich wahrscheinlich den Chickasaw und den Choctaw an.

## Sprache und Kultur
Über die Sprache der Koroa ist nur wenig bekannt, sie soll jedoch Ähnlichkeiten mit der der Yazoo und der Tunica gehabt haben, da sie ungleich den anderen Stämmen in der Region den Konsonanten „R“ verwendeten. Einzelne Hinweise in historischen Quellen deuten darauf hin, dass die Koroa Land bewirtschaftet haben und in gut organisierten Dörfern und Dorfgemeinschaften lebten. Ihre religiösen und spirituellen Bräuche sowie die soziale Struktur dürften sich nur geringfügig von denen der anderen kleineren Stämme der Region unterschieden haben, jedoch gibt es dafür keine Belege.